# Record d'Europe de natation messieurs du 50 mètres brasse

## Bassin de 50 mètres
| emps    |    | Athlète              | Naissance | Âge | Nationalité          | Compétition                         | Lieu                | Date              |
| ------- | -- | -------------------- | --------- | --- | -------------------- | ----------------------------------- | ------------------- | ----------------- |
| 28 s 99 |    | Giovanni Minervini   |           |     | Italie               | Meeting international               | Florence            | 29 mai 1983       |
| -----   |    |                      |           |     |                      |                                     |                     |                   |
| 28 s 67 |    | Rolf Beab            | 1964      |     | Allemagne de l'Ouest |                                     | Heidelberg          | 02 juillet 1985   |
| 28 s 48 |    | Dmitri Volkov        | 1966      | 20  | Union soviétique     |                                     | Moscou              | 1986              |
| 28 s 46 |    | Rolf Beab            | 1964      |     | Allemagne de l'Ouest |                                     | Hanovre             | 25 juin 1986      |
| 28 s 12 |    | Dmitri Volkov        | 1966      | 22  | Union soviétique     | Jeux olympiques                     | Séoul               | 19 septembre 1988 |
| 28 s 10 |    | Dmitri Volkov        | 1966      | 23  | Union soviétique     |                                     | Kishinev            | 14 juin 1989      |
| 28 s 05 |    | Dmitri Volkov        | 1966      | 23  | Union soviétique     | Mare Nostrum                        | Canet-en-Roussillon | 25 juin 1989      |
| 27 s 82 |    | Mark Warnecke        | 1970      | 23  | Allemagne            |                                     | Warendorf           | 25 mai 1995       |
| 27 s 61 |    | Alexander Dzhaburiya | 1972      | 24  | Ukraine              |                                     | Kharkov             | 27 avril 1996     |
| 27 s 59 |    | Mark Warnecke        | 1970      | 31  | Allemagne            | Championnats du monde (d)           | Fukuoka             | 28 juillet 2001   |
| 27 s 52 |    | Oleg Lisogor         | 1979      | 22  | Ukraine              | Championnats du monde (f)           | Fukuoka             | 29 juillet 2001   |
| 27 s 51 |    | James Gibson         | 1980      | 20  | Royaume-Uni          | Championnats de Grande-Bretagne (d) | Manchester          | 13 avril 2002     |
| 27 s 18 | RM | Oleg Lisogor         | 1979      | 23  | Ukraine              | Championnats d'Europe (f)           | Berlin              | 2 août 2002       |
| 27 s 16 |    | Matjaz Markic        | 1983      | 26  | Slovénie             | Championnats du monde (d)           | Rome                | 28 juillet 2009   |
| 26 s 83 |    | Hendrik Feldwehr     | 1986      | 23  | Allemagne            | Championnats du monde (d)           | Rome                | 28 juillet 2009   |
| 26 s 83 |    | Damir Dugonjic       | 1986      | 23  | Slovénie             | Championnats du monde (d)           | Barcelone           | 30 juillet 2013   |
| 26 s 78 |    | Adam Peaty           | 1994      | 19  | Royaume-Uni          | Jeux du Commonwealth (f)            | Glasgow             | 28 juillet 2014   |
| 26 s 62 | RM | Adam Peaty           | 1994      | 19  | Royaume-Uni          | Championnats d'Europe               | Berlin              | 22 août 2014      |
| 26 s 42 | RM | Adam Peaty           | 1994      | 20  | Royaume-Uni          | Championnats du monde               | Kazan               | 4 août 2015       |
| 26 s 10 | RM | Adam Peaty           | 1994      | 22  | Royaume-Uni          | Championnats du monde (s)           | Budapest            | 25 juillet 2017   |
| 25 s 95 | RM | Adam Peaty           | 1994      | 22  | Royaume-Uni          | Championnats du monde (df)          | Budapest            | 25 juillet 2017   |

## Bassin de 25 mètres
| Temps      | Athlète            | Naissance | Âge | Nationalité | Compétition                   | Lieu          | Date             |
| ---------- | ------------------ | --------- | --- | ----------- | ----------------------------- | ------------- | ---------------- |
| 27 s 25    | Vassili Ivanov     | 1972      | 20  | Russie      | Coupe du monde                | Espoo         | 22 novembre 1992 |
| 27 s 24    | Alexandre Djaburia | 1972      | 22  | Ukraine     | Coupe du monde                | Gelsenkirchen | 19 mars 1994     |
| 27 s 20    | Alexandre Djaburia | 1972      | 22  | Ukraine     | Coupe du monde                | Paris         | 26 mars 1994     |
| 27 s 00    | Mark Warnecke      | 1970      | 25  | Allemagne   | Coupe du monde                | Gelsenkirchen | 18 février 1995  |
| 26 s 97    | Mark Warnecke      | 1970      | 27  | Allemagne   | Coupe du monde                | Paris         | 8 février 1997   |
| 26 s 97    | Mark Warnecke      | 1970      | 28  | Allemagne   | Coupe du monde                | Sydney        | 21 janvier 1998  |
| 26 s 97    | Mark Warnecke      | 1970      | 28  | Allemagne   | Coupe du monde                | Paris         | 28 mars 1998     |
| 26 s 70    | Mark Warnecke      | 1970      | 28  | Allemagne   | Championnats d'Europe         | Sheffield     | 11 décembre 1998 |
| 26 s 20    | Oleg Lisogor       | 1979      | 23  | Ukraine     | Coupe du monde                | Berlin        | 26 janvier 2002  |
| 26 s 17    | Oleg Lisogor       | 1979      | 27  | Ukraine     | Coupe du monde                | Berlin        | 21 janvier 2006  |
| 26 s 14    | Alessandro Terrin  | 1985      | 24  | Italie      | Championnats d'Europe (d)     | Istanbul      | 12 décembre 2009 |
| 26 s 11    | Fabio Scozzoli     | 1988      | 24  | Italie      |                               |               | 2011             |
| 25 s 88    | Fabio Scozzoli     | 1988      | 24  | Italie      | Coupe du monde (f)            | Eindhoven     | 7 août 2013      |
| 25 s 72    | Fabio Scozzoli     | 1988      | 24  | Italie      | Coupe du monde (f)            | Berlin        | 10 août 2013     |
| 25 s 62    | Fabio Scozzoli     | 1988      | 29  | Italie      | Championnats d'Europe (f)     | Copenhague    | 13 décembre 2017 |
| 25 s 51    | Vladimir Morozov   | 1992      | 27  | Russie      | Championnats d'Europe (f)     | Glasgow       | 4 décembre 2019  |
| 25 s 29    | Emre Sakçı (en)    | 1997      | 22  | Turquie     | International Swimming League | Budapest      | 5 novembre 2020  |
| 24 s 95 RM | Emre Sakçı (en)    | 1997      | 24  | Turquie     | Championnats de Turquie (f)   | Gaziantep     | 27 décembre 2021 |

## Articles annexes
- Natation sportive